# Прототип персонажа
Прототи́п (от др.-греч. πρῶτος «первый» + τύπος «отпечаток, оттиск; первообраз») — первообраз, конкретная историческая или современная автору личность, послужившая ему отправным материалом для создания образа.

Прототи́п (от греч. protótypon — прообраз), реальное лицо, представление о котором послужило писателю первоосновой при создании литературного типа, образа человека — героя произведения.— БСЭ
Смысл и значение литературного героя неизмеримо шире непосредственной «натуры» («образца», «оригинала»), воспроизводимой художником. Реальный человек, становясь предметом художественного изображения, преображается настолько, что перестаёт быть равным себе.
Образ человека не только воспроизводит отдельные особенности прототипа, не только отражает порождённый эпохой тип личности: он — осуществление новой личности, обретающей самостоятельное бытие. Этим объясняется его способность становиться «прообразом» особой породы людей в самой жизни («тургеневские женщины») или прототипом для произведений другой эпохи (образ грибоедовского Молчалина в произведениях М. Е. Салтыкова-Щедрина).
Направления и жанры могут оказывать воздействие на роль прототипа. Максимальное «равнение» на прототип — в «документальной прозе»; однако и здесь остаётся содержательное различие между героем и прототипом, выявляющее «личностную» точку зрения автора (например, «Как закалялась сталь» Н. Островского или очерковые повести А. Яшина, Е. Дороша и др.).
Значение исследования прототипа зависит от его характера. Чем более ярким явлением общества и истории является прототип, тем больший смысл приобретает его изучение и сопоставление с образом, так как получается отражение в искусстве чрезвычайно важного, содержательного, типичного явления общества.
Прототипом могут выступать не только реальные личности, но и персонажи из других произведений.

## Прототип в детской литературе
В детской литературе широко распространена ситуация, когда прототипом является ребёнок, которому рассказывается история (как бы про него). Так, в Великобритании Льюис Кэрролл рассказал историю Алисы в Стране Чудес, катаясь в лодке с Алисой Лидделл; Джеймс Барри рассказывал сказки про Питера Пэна, тезку одного из пятерых мальчиков Дэвис, его старшим братьям Джорджу и Джеку; Кристофер Робин стал прототипом одноимённого персонажа сказок своего отца Александра Милна. 
Денис Драгунский (ныне известный писатель и журналист), сын советского детского писателя Виктора Драгунского, послужил прототипом главного героя книги «Денискины рассказы» и многочисленных её экранизаций, а дочь советского и российского фантаста Кира Булычёва Алиса — прототипом Алисы Селезнёвой, персонажа цикла детских книг, написанных отцом, и нескольких художественных и мультипликационных фильмов.

## Примеры прототипов героев
- Прототип героя фильма «В бой идут одни „старики“» командира эскадрильи гвардии капитана Алексея Титаренко («Маэстро») — Герой Советского Союза Виталий Попков (1922—2010)[3].
- Прототип героя фильма «Щит и меч» Иоганна Вайса — советский разведчик Александр Святогоров (1913—2008)[4][5].
- Прототип Алексея Мересьева, героя книги Бориса Полевого «Повесть о настоящем человеке», — Герой Советского Союза Алексей Маресьев (1916—2001)[6].
- Прототип героя песни «Комбат» в исполнении группы «Любэ» — Герой Советского Союза Валерий Востротин (род. 20 ноября 1952)[7][8].
- Прототип героя поэмы Константина Симонова «Сын артиллериста» лейтенанта Петрова («Лёньки») — лейтенант И. А. Лоскутов (1918—1994).
- Возможные прототипы героя романа Юлиана Семёнова «Семнадцать мгновений весны» и одноимённого многосерийного советского художественного телефильма штандартенфюрера СС Штирлица — советские разведчики Яков Блюмкин (1900—1929), Александр Коротков (1909—1961), Исай Боровой, Анатолий Гуревич, Норман Бородин (1911—1974), а также сотрудник гестапо, гауптштурмфюрер СС и криминальный инспектор Вилли Леман (1884—1942).
- Прототип героя романа Александра Дюма «Три мушкетёра» шевальe д’Артаньяна — Шарль Ожье де Батц де Кастельмор д’Артаньян. Также главный герой романа Дюма «Графиня де Монсоро» — Луи де Клермон, граф де Бюсси, сеньор д’Амбуаз — списан с реального человека с таким же именем.
- Прототип главного отрицательного героя фильма «Назад в будущее 2» Биффа Таннена — Дональд Трамп[9].